# حسین‌آباد (اسفندقه)
حسین‌آباد روستایی در دهستان اسفندقه بخش مرکزی شهرستان جیرفت استان کرمان ایران است.

## جمعیت
بر پایه سرشماری عمومی نفوس و مسکن در سال ۱۳۹۵ جمعیت این مکان ۱٬۰۲۰ نفر (۲۹۰خانوار) بوده‌است.